# Georgi Lomaia
Georgi Lomaia (géorgien : გიორგი ლომაია), né le 8 août 1979 à Tbilissi, est un footballeur international géorgien. 
Il est actuellement gardien de but dans le club azerbaïdjanais du FK Inter Bakou. Il mesure 1,93 m.
En 1998 et 2010, il a joué 45 matches avec l'équipe nationale.